# Sluis bij Hasselt
De sluis bij Hasselt is een sluizencomplex op het Albertkanaal bij Godsheide in Hasselt.
Het sluizencomplex werd gebouwd tijdens de aanleg van het kanaal in de jaren 1930 en omvat drie sluizen, een wegbrug en een fietsbrug. De sluis opende in 1939.
Eind 2018 opende een pompinstallatie-waterkrachtcentrale aan de sluis bij Hasselt.

## Sluizen
- 2 sluizen van 136 × 16 meter
- 1 duwvaartsluis van 200 × 24 meter
- verval van 10,10 meter

## Wegbrug
De wegbrug is een liggerbrug uit drie delen waarbij de langste overspanning 24 meter bedraagt. De doorvaarthoogte bedraagt 8.70 meter (duwvaartsluis 8.70 meter).

## Fietsbrug
In december 2021 opende De Langeman, een fietsbrug van 200 meter en 6 meter breed. De naam De Langeman verwijst naar de bekende Hasseltse reus, maar refereert tegelijkertijd naar de fysieke kenmerken van de langste brug van Hasselt. De brug maakt deel uit van fietssnelweg F72, die er van oever wisselt.